# ニトロバイク
『ニトロバイク』(Nitro Bike)は、2008年3月27日にフランスのユービーアイソフトから発売されたレーシングゲーム（モトクロス）である。アメリカでは同年1月15日、ヨーロッパでは同年2月8日に発売。

## 概要
ユービーアイソフトから発売されているレーシングゲームである。
基本的にはニトロバイクを使ってハイスピードでレースをするという内容である。
WiiのWiiリモコンをバイクのハンドルに見立てて、アクセル、ブレーキ、ニトロという3つの簡単ボタン操作で誰でもモトクロスのダイナミックな走りをしなければならない。

## ゲームモード
次々にレースに挑戦していく「キャリアモード」を始めとして、自由な設定でレースが楽しめる「エキシビジョン」、1秒の限界にチャレンジする「タイムアタック」、そしてちょっと変わった遊びのできる「ボーリングモード」モードなどがある。

## マルチモード
1人から8人までプレイ可能なマルチモードがある。